# Жёлтый (ручей)
Жёлтый — ручей на полуострове Камчатка в России. Протекает по территории Мильковского района. Протяжённость составляет около 21 км.
Начинается на южном склоне горы Перевальная (801 м), течёт в общем северо-восточном направлении через берёзово-лиственничный лес. Впадает в реку Максимовка слева на расстоянии 49 км от её устья на высоте 130,7 метра над уровнем моря.
По данным государственного водного реестра России относится к Анадыро-Колымскому бассейновому округу.
- Код водного объекта — 19070000112220000014479[2]

Притоки:
- правые: Чащеватый, Правый Жёлтый.

Все притоки ручья начинаются на северном склоне хребта Асхачный Увал и текут в северном направлении.